# Keusenhof
Keusenhof ist eine Hofschaft in der bergischen Großstadt Solingen.

## Lage und Beschreibung
Keusenhof befindet sich im Norden des Stadtteils Ohligs südlich der in einer langgezogenen Kurve verlaufenden S-Bahnstrecke zwischen Düsseldorf und Solingen-Hauptbahnhof. Der Ort liegt auf einer kleinen Anhöhe oberhalb des Lochbachs an mehreren kleinen Straßen, die von der Kottendorfer Straße abzweigen und den Namen des Ortes tragen. Durch den Ort fließt unterirdisch der Wilzhauser Bach, der bei der Broßhauser Mühle in den Lochbach mündet.
Benachbarte Orte sind bzw. waren (von Nord nach West): Kuckesberg, Maubes, Wilzhaus, Monhof, Schnittert, Kottendorf, Kullen, Rennpatt, Heiligenstock, Scheid, Ohligs, Neuenhaus und Broßhaus.

## Etymologie
Die etymologische Herkunft des Ortsnamens Keusenhof ist nicht abschließend geklärt. Brangs vermutet Zusammenhänge zwischen dem Hofschaftsnamen und einem gleichlautenden Familiennamen.

## Geschichte
Keusenhof gehört zu den Höfen, die bereits vor dem Jahr 1500 vorhanden waren. Die erste urkundliche Erwähnung ist als Kuesenhof, Gut up dem Hove auf das Jahr 1494 datiert. Keusenhof war ein sogenanntes Sattelgut, das anstelle eines Frondienstes im Kriegsfall ein Pferd mit einem bewaffneten Reiter zu stellen hatte. Von dieser Verpflichtung wurde Keusenhof gegen eine Zahlung von sechs Goldgulden im Jahre 1756 entbunden.
Im Jahre 1715 ist der Ort in der Karte Topographia Ducatus Montani, Blatt Amt Solingen, von Erich Philipp Ploennies mit einer Hofstelle verzeichnet und als Keisenhof benannt. Der Ort gehörte zur Honschaft Schnittert innerhalb des Amtes Solingen. Die Topographische Aufnahme der Rheinlande von 1824 verzeichnet den Ort als Keuſenhof, die Preußische Uraufnahme von 1844 als Keusenhof, wobei er als zusammenhängender Ort mit dem Nachbarort Kottendorf dargestellt wird. In der Topographischen Karte des Regierungsbezirks Düsseldorf von 1871 ist der Ort erneut als Keusenhof verzeichnet.
Nach Gründung der Mairien und späteren Bürgermeistereien Anfang des 19. Jahrhunderts gehörte Keusenhof zur Bürgermeisterei Merscheid, die 1856 zur Stadt erhoben und im Jahre 1891 in Ohligs umbenannt wurde.
1815/16 lebten 76, im Jahr 1830 88 Menschen im als Weiler bezeichneten Wohnplatz. 1832 war der Ort weiterhin Teil der Honschaft Schnittert innerhalb der Bürgermeisterei Merscheid, dort lag er in der Flur III. Ohligs. Der nach der Statistik und Topographie des Regierungsbezirks Düsseldorf als Hofstadt kategorisierte Ort besaß zu dieser Zeit ein öffentliches Gebäude, 17 Wohnhäuser und 24 landwirtschaftliche Gebäude mit 78 Einwohnern, davon fünf katholischen und 73 evangelischen Bekenntnisses. Die Gemeinde- und Gutbezirksstatistik der Rheinprovinz führt den Ort 1871 mit 23 Wohnhäusern und 127 Einwohnern auf. Im Gemeindelexikon für die Provinz Rheinland von 1888 werden 22 Wohnhäuser mit 139 Einwohnern angegeben. 1895 besitzt der Ortsteil 22 Wohnhäuser mit 165 Einwohnern.
Das weitläufige, zumeist landwirtschaftlich genutzte Gebiet rund um Keusenhof war seit Mitte des 19. Jahrhunderts zweimal Dreh- und Angelpunkt des Eisenbahnbaus. Die Bahnstrecke Gruiten–Köln-Deutz wurde von 1864 bis 1867 auf einem Damm durch das Ittertal im Osten von Keusenhof errichtet. Bei der Hofschaft Hüttenhaus entstand der Bahnhof Ohligs-Wald, der spätere Bahnhof (Solingen-)Ohligs und heutige Solinger Hauptbahnhof. Die Bahnstrecke Düsseldorf–Ohligs wurde auf dem Abschnitt von Hilden bis Ohligs im Jahre 1894 fertiggestellt, sie führt in einer langgestreckten Kurve um Keusenhof und Kottendorf herum. Seit 1979/80 diente sie ausschließlich dem S-Bahn-Verkehr, wird seit Dezember 2022 aber auch vom Düssel-Wupper-Express befahren.
Mit der Städtevereinigung zu Groß-Solingen im Jahre 1929 wurde die Hofschaft Keusenhof ein Ortsteil Solingens. Das Ortsbild prägen heute noch einige bergische Fachwerkhäuser. Unter Denkmalschutz stehen seit 1986/1987 die Gebäude Keusenhof 15, 17, 19, 22, 24, 30, 53 sowie die zu dem Haus Keusenhof 28 gehörende Pumpe.

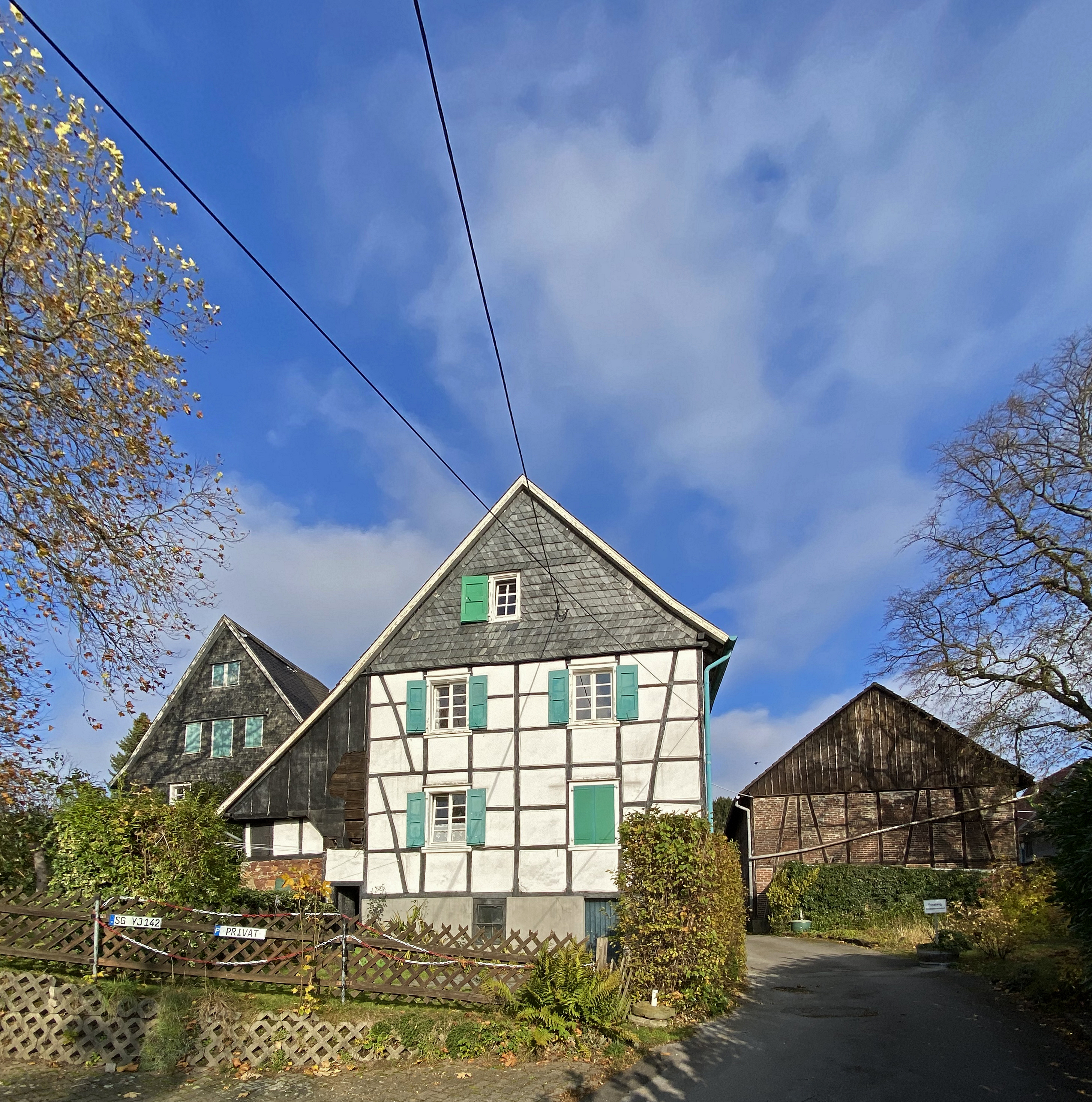
Keusenhof 15
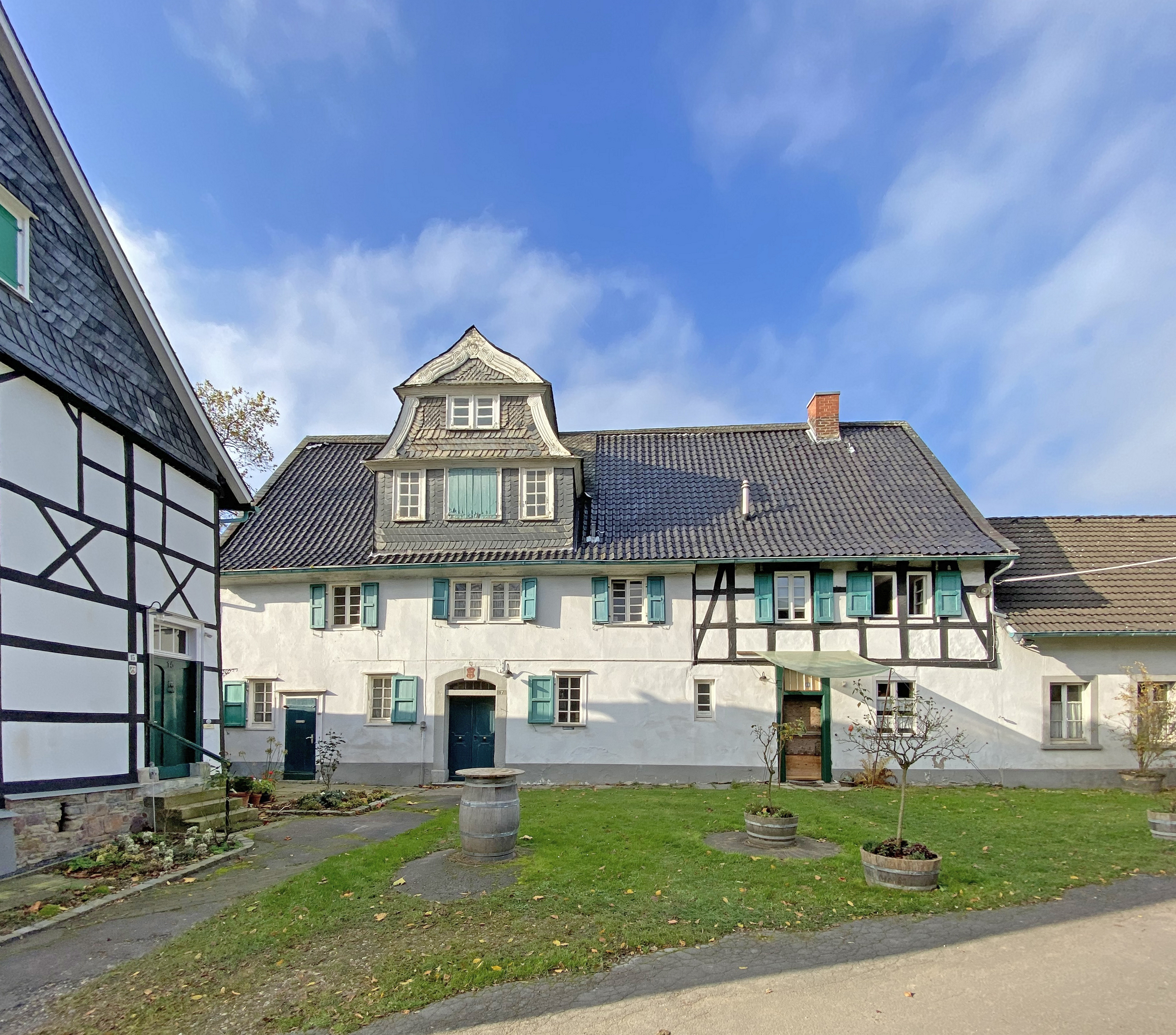
Keusenhof 17/19
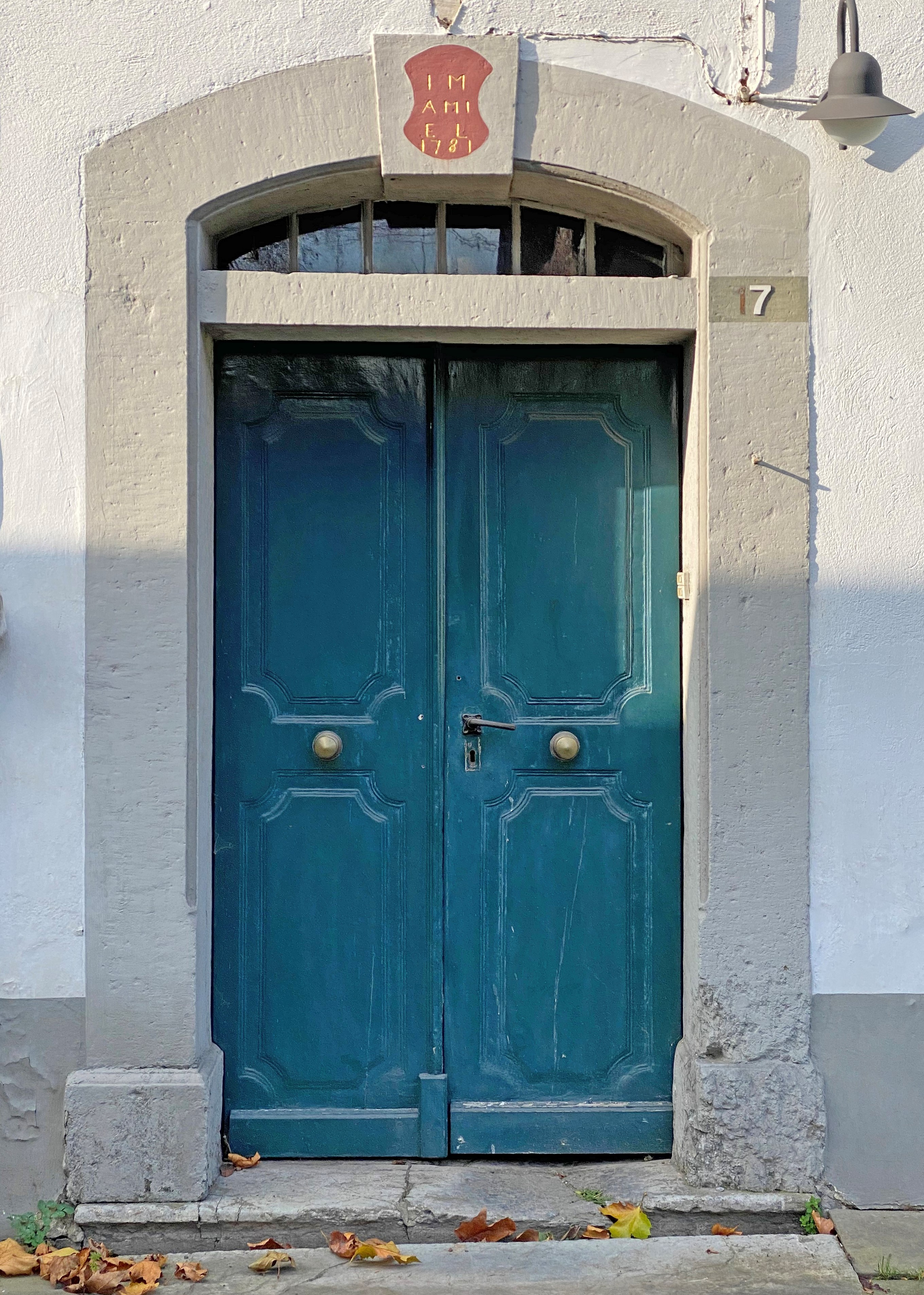
Keusenhof 17 – Torbogen dat. 1781
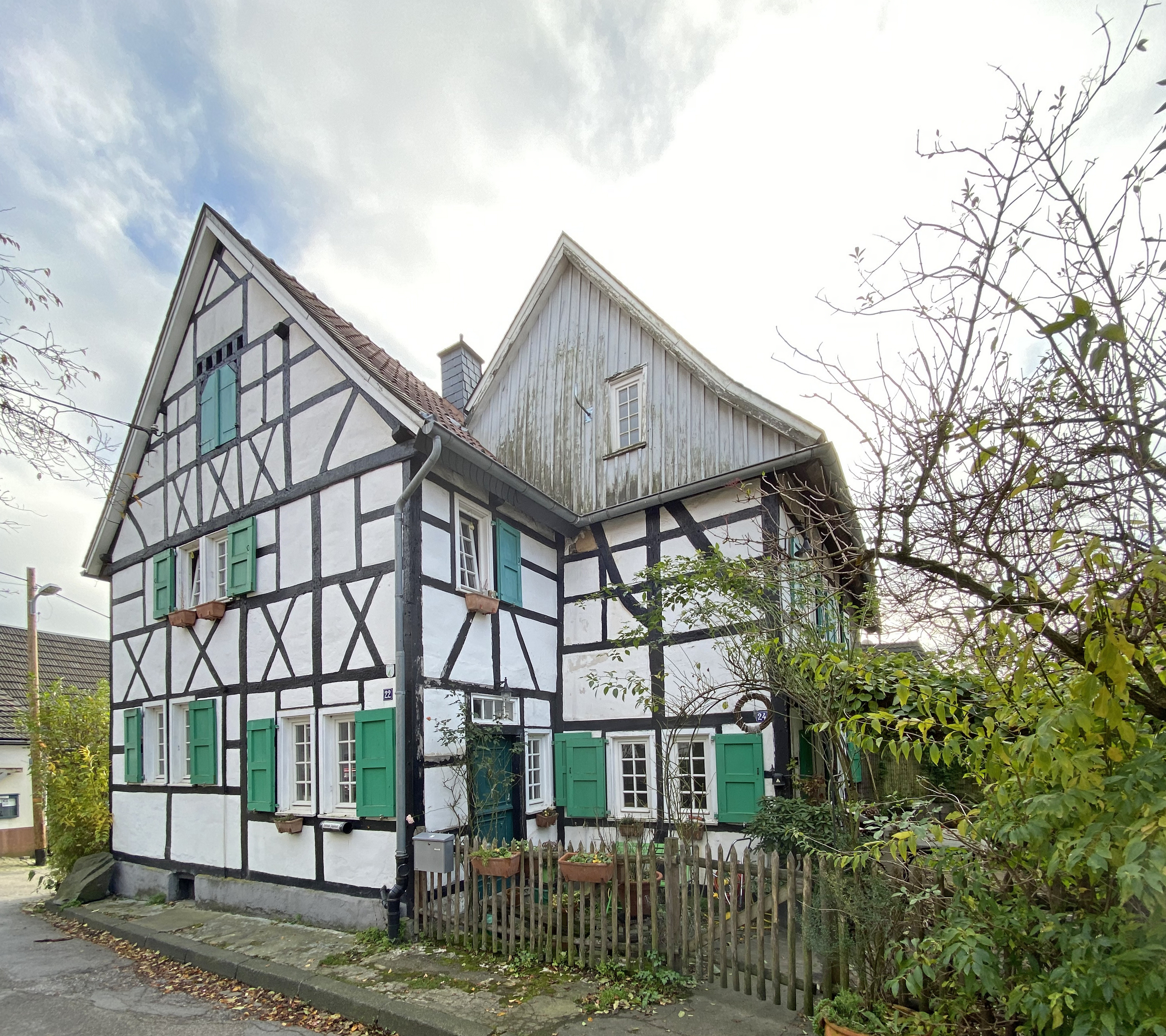
Keusenhof 22/24
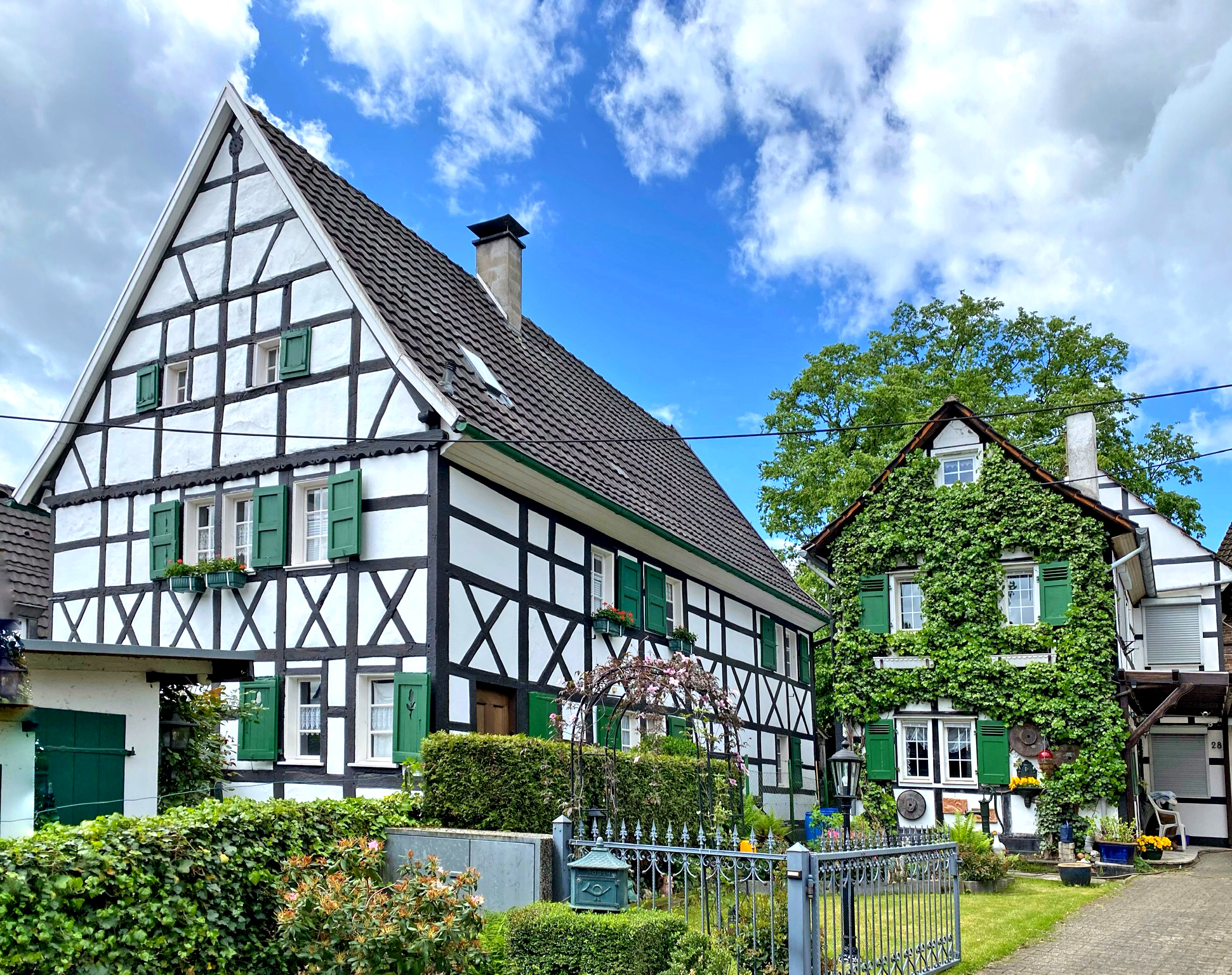
Keusenhof 30 und 28 mit Pumpe
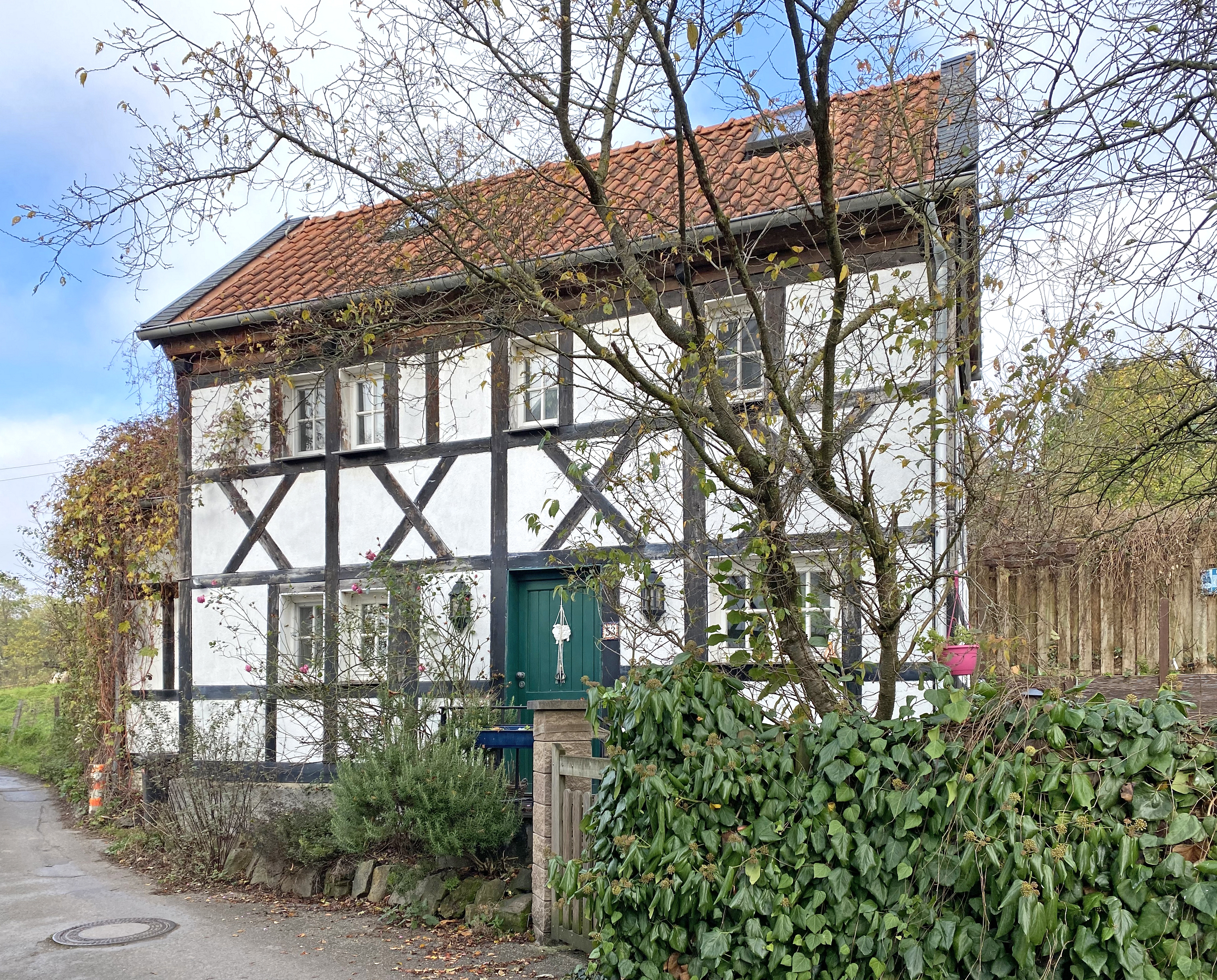
Keusenhof 53